# Liochthonius saltaensis
Liochthonius saltaensis is een mijtensoort uit de familie van de Brachychthoniidae. De wetenschappelijke naam van de soort is voor het eerst geldig gepubliceerd in 1958 door Hammer.